# Catocala somnus
Catocala somnus är en fjärilsart som beskrevs av Carroll William Dodge 1881. Catocala somnus ingår i släktet Catocala och familjen nattflyn. Inga underarter finns listade i Catalogue of Life.